# Oogabooga
Oogabooga è il primo album in studio del rapper statunitense Ghostemane, pubblicato l'8 giugno 2015 su SoundCloud.

## Tracce
Testi e musiche di Ghostemane.
1. OOGABOOGA – 2:31
2. DeadCelebs – 3:19
3. Nun Ta Sho – 1:41
4. Bloodshot – 2:11
5. Lysergic (The Ride) – 3:05
6. Wade Wilson Can't Die – 2:40
7. Order: 666 – 2:57
8. SneakDiss – 3:07
9. Jump – 2:43